# Epiplema erosiata
Epiplema erosiata är en fjärilsart som beskrevs av Alpheus Spring Packard 1876. Epiplema erosiata ingår i släktet Epiplema och familjen Uraniidae. Inga underarter finns listade i Catalogue of Life.